# 24K
24К (kor. 투포케이) – południowokoreański boysband stworzony przez Choeun Entertainment w 2012 roku. Obecnie zespół składa się z pięciu członków: Changsun, Kiyong, Xiwoo, Imchan i Youngwoong. Grupa zadebiutowała 6 września 2012 roku z minialbumem Hurry Up (kor. 빨리와).
Nazwa zespołu pierwotnie odnosiła się do sześciu członków zespołu i ich głównych funkcji (dwóch raperów (Byungho, Daeil) i czterech wokalistów (Cory, Seokjune, Sungoh i Kisu) z zaznaczeniem skąd się wywodzą (K jako skrót od słowa „Korea”). Zespół bardzo często zmieniał skład, a więc znaczenie nazwy się zatarło. Od powrotu ze 'Still 24K' zespół interpretuje się jako „złoto, które będzie świecić wiecznie”. Wtedy też ogłoszono, że kolor złoty będzie oficjalnym kolorem grupy. Oficjalna nazwa fanklubu to 24U.

## Historia

### 2012–2013: 4K,Hurry UporazU R So Cute
Przed debiutem całego zespołu zadebiutował jego akustyczno-popowy unit 4K, w którego skład weszli Cory, Seokjune, Kisu i Sungoh. 4K wydali CD singel Rocking Girl 12 czerwca 2012 roku. Zespół 24K w pełnym składzie, z Daeil i Byungho, wydał swój debiutancki minialbum Hurry Up (kor. 빨리와) i tytułową piosenkę z płyty 6 września. 16 stycznia następnego roku 24K rozpoczęli dodatkowy cykl promocji z inną piosenką z płyty – „Secret Love”.
1 sierpnia 2013 roku 24K wydali swój drugi minialbum, zatytułowany U R So Cute (kor. 귀여워 죽겠어). Pierwszy występ w programie muzycznym odbył się 2 sierpnia w Music Bank.

### 2014–2015: Zmiany w składzie, „Hey You” orazSuper Fly
W czerwcu 2014 roku Daeil uczestniczył w programie telewizyjnym Mnetu – Dancing 9 Season 2.
Po dwuletniej przerwie 24K powrócili na scenę muzyczną z nowym singlem „Hey You” (kor. 오늘 예쁘네) i w nowym składzie – z dwoma nowymi członkami Hui oraz Jinhong. Singel ukazał się 13 kwietnia 2015 roku.
1 października 24K wydali trzeci minialbum Super Fly (kor. 날라리), wraz z głównym singlem o tym samym tytule.

### 2016–2017: Kolejne zmiany w składzie,The Real OneiAddiction
23 stycznia 2016 roku odbył się pierwszy europejski koncert 24K, w Warszawie w klubie Progresja, wystąpili bez Sungoh. W dniach 22-24 kwietnia zorganizowali showcase w Malezji, gdzie zostali zaprezentowani przez New Pro Star; Sungoh i Daeil byli nieobecni z nieznanych przyczyn. 1 sierpnia Choeun Entertainment wydało oficjalne oświadczenie, że członkowie Daeil i Sungoh przerwę w aktywnościach zespołu; Sungoh otrzymywał leczenie zwichniętego ramienia, a Daeil zdecydował się na osobisty urlop, chociaż później okazało się, że opuścił zespół, by zadebiutować jako artysta solowy o pseudonimie „Big One”. W oświadczeniu ujawnili również, że do zespołu zostanie dodanych dwóch nowych członków, Changsun i Hongseob, aby grupa mogła kontynuować w siedmioosobowym składzie. 24K wydali cyfrowy singel „Still 24K” 11 sierpnia.
21 października 24K powrócili z ich pierwszym albumem studyjnym, zatytułowanym The Real One, zawierającym wcześniej wydane single „Secret Love”, „Hey You”, „Super Fly”, „Still 24K” i główny singel „Bingo”.
24K rozpoczęli swoją pierwszą światową trasę Still with 24U World Tour 2017 7 grudnia 2016 roku, koncertując w czterech brazylijskich miastach i kontynuując trasę po Europie – od 3 stycznia 2017 roku w Mediolanie (Włochy), Helsinkach, Londynie, Warszawie, Lizbonie, Kolonii, Bukareszcie i kończąc etap 15 stycznia 2017 roku występem w Paryżu. Od 19 do 25 lutego zagrali pięć koncertów w Stanach Zjednoczonych. 5, 7 i 9 sierpnia odbyły się koncerty z serii Still with 24U World Tour 2017 w Sztokholmie, Madrycie i Amsterdamie.
24K wydali minialbum Addiction i teledysk do głównego utworu „ONLY YOU” (kor. 너 하나면 돼 (ONLY YOU)) 27 maja 2017 roku.
2 listopada Choeun Entertainment oświadczyło, że 6 lipca Hui oficjalnie nie jest członkiem zespołu. Potwierdzono również, że odejście Daeila, a przyszłość Sungoh z firmą zostanie omówiona po tym, jak zakończy swoją obowiązkową służbę wojskową. Changsun i Jinhong przeszli przesłuchania i uczestniczyli w programie survivalowym stacji JTBC Mix Nine.

### Od 2018: 24K na czarnej liście,Bonnie N Clydei zmiany w składzie
9 maja ujawniono, że zespół 24K był jedyną grupą idoli, która została umieszczona na czarnej liście odnośnie do kultury i sztuki przez byłą prezydent Korei Południowej Park Geun-hye. Oskarżona prezydent stworzyła czarną listę celebrytów, w celu wykluczenia ich ze wsparcia ze strony państwa. Istnienie czarnej listy zostało ujawnione w październiku 2016 roku przed postawieniem w stan oskarżenia ówczesnej prezydent, a pełna lista została ujawniona w kwietniu 2018 roku. Przedstawiciel czarnej listy oświadczył, że na czarnej liście znalazły się osoby, które podpisały petycję wzywającą do zniesienia rozporządzenia dotyczącego katastrofy promu Sewol, które mówiły lub pisały o wypadku oraz te, które zadeklarowały swoje poparcie kandydatów na prezydenta Park Won-soon i Mun Jae-in podczas wyborów w 2012 roku. Czarna lista obejmowała byłego menedżera zespołu i członków Seokjune, Byungho, Cory, Kisu i Daeil.
9 maja wywiad z Billboard ujawnił, że kolejny minialbum grupy zostanie wydany 25 maja, a główny utwór zatytułowany jest „Bonnie N Clyde”.
11 maja firma ogłosiła, że Kisu rozpocznie służbę wojskową, a do zespołu dojdzie nowy członek Kiyong. 25 maja 24K wydali swój piąty minialbum Bonnie N Clyde w nowym składzie.
25 stycznia 2019 roku zespół poinformował o odejściu Cory'ego z grupy wraz z zakończeniem jego kontraktu.
27 czerwca firma ogłosiła, że planuje powrót grupy jako „24K season 2”. Poinformowano też, że Jinhong nie przedłużył umowy, Hongseob nie będzie mógł kontynuować aktywności w zespole ze względów zdrowotnych, a Jeonguk postanowił skoncentrować się na swojej solowej pracy, a także że dodadzą nowych członków. Ponadto Kisu ogłosił na swoim koncie na Twitterze, że nie wróci do zespołu. W sierpniu przedstawili dwóch nowych członków: Xiwoo i Imchana.
26 marca 2020 roku Choeun Entertainment opublikowało rysunek nowego członka zespołu – Dojuna, a 2 kwietnia opublikowali jego zdjęcie. 26 maja 2020 roku czterej pozostali członkowie 24K ogłosili, że Dojun odszedł z grupy z powodu różnic osobistych.
22 grudnia 2020 roku Choeun Entertainment opublikowało zdjęcia nowego członka zespołu – Youngwoonga.

## Członkowie

### Obecni[1]
| Pseudonim   | Pseudonim | Prawdziwe imię | Prawdziwe imię | Data urodzenia        | Pozycja                           |
| Latynizacja | Hangul    | Latynizacja    | Hangul         | Data urodzenia        | Pozycja                           |
| ----------- | --------- | -------------- | -------------- | --------------------- | --------------------------------- |
| Changsun    | 창선      | Lee Chang-sun  | 이창선         | 17 marca 1996(dts)    | wokal wspierający, główny tancerz |
| Kiyong      | 기용      | Nam Ki-yong    | 남기용         | 25 marca 1999(dts)    | wokalista                         |
| Imchan      | 임찬      | Im Chan-hee    | 임찬희         | 24 stycznia 2001(dts) | wokalista                         |
| Xiwoo       | 시우      | Jung Si-hyun   | 정시현         | 6 czerwca 2001(dts)   | wokalista, maknae                 |
| Youngwoong  | 영웅      |                |                | 14 marca 1998(dts)    |                                   |

### Byli
| Pseudonim      | Pseudonim | Prawdziwe imię | Prawdziwe imię | Data urodzenia           | Pozycja                      |
| Latynizacja    | Hangul    | Latynizacja    | Hangul         | Data urodzenia           | Pozycja                      |
| -------------- | --------- | -------------- | -------------- | ------------------------ | ---------------------------- |
| Byungho        | 병호      | Park Byung-ho  | 박병호         | 11 maja 1989(dts)        | raper, tancerz               |
| Seokjune       | 석준      | Hong Seok-joon | 홍석준         | 14 kwietnia 1989(dts)    | wokalista                    |
| Daeil (BIGONE) | 대일      | Kim Dae-il     | 김대일         | 10 maja 1991(dts)        | raper                        |
| Hui            | 휘        | Liang Hui      | 양휘 (梁輝)    | 10 lipca 1995(dts)       | raper, tancerz               |
| Cory           | 코리      | Hong Joo-hyun  | 홍주현         | 25 listopada 1990(dts)   | lider zespołu, wokalista     |
| Sungoh         | 성오      | Yoo Sung-oh    | 유성오         | 8 stycznia 1991(dts)     | wokalista                    |
| Kisu           | 기수      | Choi Ki-su     | 최기수         | 2 października 1990(dts) | wokalista                    |
| Jeonguk        | 정욱      | Kim Jeong-uk   | 김정욱         | 20 marca 1993(dts)       | główny raper, główny tancerz |
| Jinhong        | 진홍      | Kim Jin-hong   | 김진홍         | 2 stycznia 1998(dts)     | główny wokal                 |
| Hongseob       | 홍섭      | Sim Hong-seob  | 심홍섭         | 8 stycznia 1998(dts)     | wokalista, raper, tancerz    |
| Dojun          | 도준      |                |                |                          |                              |

## Dyskografia

### 24K

#### Albumy studyjne
| Rok  | Dane dot. albumu | Najwyższa pozycja | Sprzedaż     |
| Rok  | Dane dot. albumu | KOR               | Sprzedaż     |
| ---- | --- | ----------------- | ------------ |
| 2016 | The Real One - Wydany: 22 października 2016 - Wytwórnia: Choeun Entertainment, LOEN Entertainment - Format: CD, digital download | 23                | - KOR: 2 508 |

#### Minialbumy
| Rok  | Dane dot. albumu | Najwyższa pozycja | Sprzedaż    |
| Rok  | Dane dot. albumu | KOR               | Sprzedaż    |
| ---- | --- | ----------------- | ----------- |
| 2012 | Hurry Up - Wydany: 6 września 2012 - Wytwórnia: Choeun Entertainment, LOEN Entertainment - Format: CD, digital download                   | 18                | - KOR: 1541 |
| 2013 | U R So Cute (귀여워죽겠어) - Wydany: 1 sierpnia 2013 - Wytwórnia: Choeun Entertainment, LOEN Entertainment - Format: CD, digital download | 20                | - KOR: 1042 |
| 2015 | Super Fly (날라리) - Wydany: 1 października 2015 - Wytwórnia: Choeun Entertainment, LOEN Entertainment - Format: CD, digital download     | 22                | - KOR: 1874 |
| 2017 | Adiction - Wydany: 27 maja 2017 - Wytwórnia: Choeun Entertainment, LOEN Entertainment - Format: CD, digital download                      | 12                | - KOR: 2137 |
| 2018 | Bonnie N Clyde - Wydany: 25 maja 2018 - Wytwórnia: Choeun Entertainment, Kakao M - Format: CD, digital download                           | 37                | - KOR: 981  |

#### Single
| 2012 | „Hurry Up (빨리와)”           |  |  | Hurry Up       |
| 2013 | „Secret Love”                 |  |  | Hurry Up       |
| 2013 | „U R So Cute (귀여워 죽겠어)” |  |  | U R So Cute    |
| 2015 | „Hey You (오늘 예쁘네)”       |  |  | Super Fly      |
| 2015 | „Super Fly (날라리)”          |  |  | Super Fly      |
| 2016 | „Still 24K”                   |  |  | The Real One   |
| 2016 | „Bingo (빙고)”                |  |  | The Real One   |
| 2017 | „Only You (너 하나면 돼)”     |  |  | Addiction      |
| 2018 | „Bonnie N Clyde”              |  |  | Bonnie N Clyde |

### 4K

#### Minialbumy
| Rok  | Dane dot. albumu                                                                                                | Najwyższa pozycja | Sprzedaż |
| Rok  | Dane dot. albumu                                                                                                | KOR               | Sprzedaż |
| ---- | --- | ----------------- | -------- |
| 2012 | Rocking Girl - Wydany: 12 czerwca 2012 - Wytwórnia: Choeun Entertainment, CJ E&M - Format: CD, digital download | 44                |          |

#### Single
| 2012 | „Rocking Girl” | — |  | Rocking Girl |

## Koncerty

### Trasy koncertowe
- Still with 24U World Tour (2017–2018)
- Still With 24U, The Encore (2017)

### Europejskie koncerty
- 2016: Pierwszy europejski koncert w Warszawie (23 stycznia)